# Pseudauxa nigerrima
Pseudauxa nigerrima är en skalbaggsart som beskrevs av Stefan von Breuning 1966. Pseudauxa nigerrima ingår i släktet Pseudauxa och familjen långhorningar.
Artens utbredningsområde är Madagaskar. Inga underarter finns listade i Catalogue of Life.